# Джеронімо-Естейтс (Аризона)
Джеронімо-Естейтс (англ. Geronimo Estates) — переписна місцевість (CDP) в США, в окрузі Гіла штату Аризона. Населення — 30 осіб (2020).

## Географія
Джеронімо-Естейтс розташоване за координатами 34°22′10″ пн. ш. 111°21′42″ зх. д. / 34.36944° пн. ш. 111.36167° зх. д. (34.369442, -111.361802).  За даними Бюро перепису населення США в 2010 році переписна місцевість мала площу 3,43 км², уся площа — суходіл.

## Демографія
Згідно з переписом 2010 року, у переписній місцевості мешкало 60 осіб у 25 домогосподарствах у складі 20 родин. Густота населення становила 18 осіб/км².  Було 122 помешкання (36/км²).
Расовий склад населення:
| - 98,3 % — білих |

До двох чи більше рас належало 1,7 %. Частка іспаномовних становила 5,0 % від усіх жителів.
За віковим діапазоном населення розподілялося таким чином: 21,7 % — особи молодші 18 років, 50,0 % — особи у віці 18—64 років, 28,3 % — особи у віці 65 років та старші. Медіана віку мешканця становила 52,0 року. На 100 осіб жіночої статі у переписній місцевості припадало 106,9 чоловіків;  на 100 жінок у віці від 18 років та старших — 95,8 чоловіків також старших 18 років.
Цивільне працевлаштоване населення становило 53 особи. Основні галузі зайнятості: науковці, спеціалісти, менеджери — 50,9 %, мистецтво, розваги та відпочинок — 49,1 %.